# Christian Djoos
Christian Djoos (* 6. August 1994 in Göteborg) ist ein schwedischer Eishockeyspieler, der seit Juli 2024 erneut bei Brynäs IF aus der Svenska Hockeyligan (SHL) unter Vertrag steht. Zuvor verbrachte der Verteidiger sechs Jahre in der National Hockey League und gewann dabei in den Playoffs 2018 mit den Washington Capitals den Stanley Cup.

## Karriere
Christian Djoos wurde in Göteborg geboren, als sein Vater Pär Djoos dort für den Västra Frölunda HC aktiv war. Dieser wechselte 1996 zum Brynäs IF nach Gävle, sodass sein Sohn fortan dort aufwuchs und auch in dessen Nachwuchsabteilung mit dem Eishockeyspielen begann. In der Saison 2011/12 lief er erstmals für die J20 des Brynäs IF in der J20 SuperElit auf, der höchsten Juniorenliga Schwedens. Dort etablierte sich der Abwehrspieler im Folgejahr und erzielte in 40 Spielen 24 Scorerpunkte, sodass er in dieser Spielzeit auch sein Profidebüt bei den Herren in der Elitserien gab. Anschließend wählten ihn die Washington Capitals im NHL Entry Draft 2012 an 195. Position aus. Vorerst blieb Djoos allerdings in seiner Heimat und erspielte sich einen Stammplatz im Profikader des Brynäs IF, für den er die folgenden zwei Saisons regelmäßig in der höchsten schwedischen Spielklasse, mittlerweile unter dem Namen Svenska Hockeyligan, zum Einsatz kam. Im Mai 2014 statteten die Washington Capitals den Schweden mit einem Einstiegsvertrag aus, verliehen ihn allerdings für eine weitere Spielzeit an seinen Heimatverein aus Gävle.
Nach dem Ende des schwedischen Spieljahres 2014/15 wechselte Djoos schließlich fest in die Organisation der Capitals und kam fortan bei deren Farmteam, den Hershey Bears, in der American Hockey League (AHL) zum Einsatz. Mit den Bears erreichte er 2016 das Playoff-Finale um den Calder Cup, unterlag dort allerdings den Lake Erie Monsters, bevor ihm in der Saison 2016/17 der Durchbruch in der AHL gelang, indem er alle Abwehrspieler der Liga in Torvorlagen anführte (45; gemeinsam mit Matt Taormina). In der anschließenden Saisonvorbereitung erspielte sich Djoos einen Platz im Aufgebot der Capitals und gab somit im Oktober 2017 sein Debüt in der National Hockey League (NHL). Am Ende seiner ersten NHL-Spielzeit gewann er mit dem Team prompt den Stanley Cup. Seinen Stammplatz bei den Capitals verlor Djoos allerdings zur Saison 2019/20, ehe er zur Trade Deadline im Februar 2020 an die Anaheim Ducks abgegeben wurde. Im Gegenzug erhielt Washington Daniel Sprong.
Bei den Ducks beendete er die Saison und sollte im Januar 2021 vor Beginn der Spielzeit 2020/21 über den Waiver in die AHL geschickt werden, wobei jedoch die Detroit Red Wings seinen Vertrag übernahmen. Im Mai 2021 gab der EV Zug bekannt, Djoos mit einem Zweijahresvertrag ausgestattet zu haben, sodass der Schwede nach sechs Jahren in der NHL nach Europa zurückkehrte. Zur Saison 2023/24 wechselte er zum Lausanne HC. Nach dem Erreichen der Vizemeisterschaft kehrte der Verteidiger im Sommer 2024 zu seinem Ausbildungsverein nach Brynäs zurück.

### International
Djoos vertrat sein Heimatland erstmals bei der U18-Weltmeisterschaft 2012 und gewann dort mit den Tre Kronor die Silbermedaille. Anschließend nahm er mit der U20-Nationalmannschaft an den U20-Weltmeisterschaften 2013 und 2014 teil und errang dort zwei weitere Silbermedaillen.

## Erfolge und Auszeichnungen
- 2018 Stanley-Cup-Gewinn mit den Washington Capitals
- 2022 Schweizer Meister mit dem EV Zug
- 2024 Schweizer Vizemeister mit dem Lausanne HC
- 2025 Schwedischer Vizemeister mit Brynäs IF

### International
- 2012 Silbermedaille bei der U18-Junioren-Weltmeisterschaft
- 2013 Silbermedaille bei der U20-Junioren-Weltmeisterschaft
- 2014 Silbermedaille bei der U20-Junioren-Weltmeisterschaft

## Karrierestatistik
Stand: Ende der Saison 2024/25

### International
Vertrat Schweden bei:
- U18-Junioren-Weltmeisterschaft 2012
- U20-Junioren-Weltmeisterschaft 2013
- U20-Junioren-Weltmeisterschaft 2014

(Legende zur Spielerstatistik: Sp oder GP = absolvierte Spiele; T oder G = erzielte Tore; V oder A = erzielte Assists; Pkt oder Pts = erzielte Scorerpunkte; SM oder PIM = erhaltene Strafminuten; +/− = Plus/Minus-Bilanz; PP = erzielte Überzahltore; SH = erzielte Unterzahltore; GW = erzielte Siegtore; 1 Play-downs/Relegation; Kursiv: Statistik nicht vollständig)

## Familie
Sein Vater Pär Djoos war ebenfalls professioneller Eishockeyspieler, lief unter anderem in der NHL für die Detroit Red Wings und die New York Rangers auf und ist derzeit als Trainer tätig.